# Rhapsodie des oubliés
Rhapsodie des oubliés est le premier roman de Sofia Aouine paru le 29 août 2019 aux éditions de La Martinière et ayant reçu la même année le prix de Flore,.

## Réception critique
Bien accueilli par la critique,,, le roman reçoit le 12 novembre 2019 le prix de Flore 2019 au premier tour de scrutin par sept voix contre cinq à La Maison d'Emma Becker. Il était également en lice pour le prix Décembre.

## Éditions
- Éditions de La Martinière[7], 2019  (ISBN 9782732487960).